# Alberto Valerio

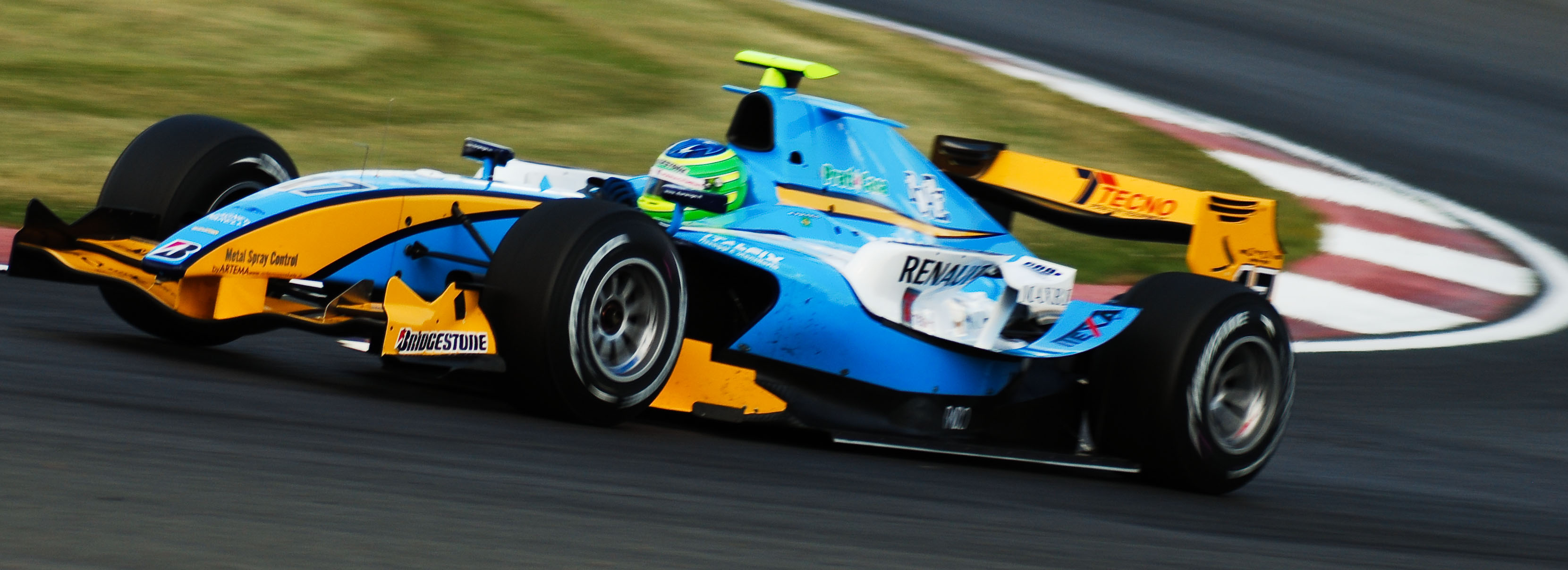
Alberto Valerio in de GP2-Serie 2008

Alberto Valerio (Ipatinga, 6 september 1985) is een Braziliaans autocoureur die van 2008 tot 2010 in de GP2 Series reed.

## Loopbaan
- 2003: Formule 3 Sudamericana, team Dragão Motorsport (4 races).
- 2004: Formule 3 Sudamericana, team Cesário Junior.
- 2004: Formule Renault 2000 Brazilië, team Dragão Motorsport (3 races).
- 2005: Formule 3 Sudamericana, team Cesário F3 (4 overwinningen, kampioen}.
- 2005: Formule Renault 2.0 Brazilië, team Cesário Formula Renault (4 races).
- 2006: Britse Formule 3-kampioenschap, team Cesário Formula UK.
- 2006: Formule Renault 3.5 Series, team EuroInternational (2 races).
- 2007: Britse Formule 3-kampioenschap, team Carlin Motorsport.
- 2007: Formule Renault 3.5 Series, team Victory Engineering (2 races).
- 2007: Masters of Formula 3, team Victory Engineering.
- 2008: GP2 Series, team Durango.
- 2008: GP2 Asia Series, team Durango.
- 2008-09: GP2 Asia Series, team Trident Racing (1 race).
- 2009: GP2 Series, team Piquet GP.
- 2009: Formule Renault 3.5 Series, team Comtec Racing (2 races).

## GP2 resultaten
| Jaar | Inschrijving | 1          | 2          | 3          | 4          | 5          | 6          | 7          | 8          | 9          | 10         | 11         | 12         | 13          | 14         | 15         | 16         | 17         | 18         | 19         | 20         | Rang | Punten |
| ---- | ------------ | ---------- | ---------- | ---------- | ---------- | ---------- | ---------- | ---------- | ---------- | ---------- | ---------- | ---------- | ---------- | ----------- | ---------- | ---------- | ---------- | ---------- | ---------- | ---------- | ---------- | ---- | ------ |
| 2008 | Durango      | ESP FEA 13 | ESP SPR NF | TUR FEA 18 | TUR SPR 7  | MON FEA NF | MON SPR NF | FRA FEA 18 | FRA SPR 17 | GBR FEA 21 | GBR SPR 9  | GER FEA 9  | GER SPR 15 | HUN FEA DNS | HUN SPR 17 | EUR FEA NF | EUR SPR 12 | BEL FEA NF | BEL FEA NF | ITA FEA 12 | ITA SPR 15 | 26   | 0      |
| 2009 | Piquet GP    | ESP FEA 15 | ESP SPR 13 | MON FEA NF | MON SPR NF | TUR FEA 4  | TUR SPR 6  | GBR FEA 1  | GBR SPR 7  | GER FEA NF | GER SPR 17 | HUN FEA NF | HUN SPR 21 | VAL FEA 17  | VAL SPR 10 | BEL FEA NF | BEL FEA 12 | ITA FEA NF | ITA SPR 11 | POR FEA NF | POR SPR 7  | 15   | 16     |